# Olympische Jugend-Winterspiele 2012/Teilnehmer (Chile)
| Gelbes Symbol für Goldmedaillen mit stilisierten Olympischen Ringen | Graues Symbol für Silbermedaillen mit stilisierten Olympischen Ringen | Braundes Symbol für Bronzemedaillen mit stilisierten Olympischen Ringen |
| ------------------------------------------------------------------- | --------------------------------------------------------------------- | ----------------------------------------------------------------------- |
| —                                                                   | —                                                                     | —                                                                       |

Chile nahm an den Olympischen Jugend-Winterspielen 2012 in Innsbruck mit fünf Athleten in drei Sportarten teil.

## Sportarten

### Freestyle-Skiing

#### Skicross
| Athleten                 | Wettbewerb | Qualifikation | Qualifikation | Vorlauf  | Vorlauf  | Halbfinale | Finale   |
| Athleten                 | Wettbewerb | Zeit          | Rang          | Punkte   | Rang     | Position   | Position |
| ------------------------ | ---------- | ------------- | ------------- | -------- | -------- | ---------- | -------- |
| Jungen                   |            |               |               |          |          |            |          |
| Juan Pablo Casas Cordero | Skicross   | 59,46 s       | 13            | Abgesagt | Abgesagt | Abgesagt   | Abgesagt |
| Mädchen                  |            |               |               |          |          |            |          |
| Elisa Guerrero           | Skicross   | 1:03,82 min   | 11            | Abgesagt | Abgesagt | Abgesagt   | Abgesagt |

### Ski Alpin
| Athleten             | Wettbewerb   | Durchgang 1 | Durchgang 2        | Gesamt             | Gesamt             |
| Athleten             | Wettbewerb   | Zeit        | Zeit               | Zeit               | Rang               |
| -------------------- | ------------ | ----------- | ------------------ | ------------------ | ------------------ |
| Jungen               |              |             |                    |                    |                    |
| Sebastian Echeverría | Super-G      |             |                    | 1:07,59 min        | 21                 |
| Sebastian Echeverría | Riesenslalom | 58,13 s     | DNF                | -                  | -                  |
| Sebastian Echeverría | Slalom       | 43,52 s     | DNF                | -                  | -                  |
| Sebastian Echeverría | Kombination  | 1:06,61 min | 40,12 s            | 1:46,73 min        | 21                 |
| Mädchen              |              |             |                    |                    |                    |
| Macarena Montesinos  | Riesenslalom | 1:03,67 min | DNF                | -                  | -                  |
| Macarena Montesinos  | Slalom       | DNF         | nicht qualifiziert | nicht qualifiziert | nicht qualifiziert |

### Snowboard

#### Slopestyle
| Athleten      | Wettbewerb | Qualifikation | Qualifikation | Qualifikation | Finale       | Finale       | Finale |
| Athleten      | Wettbewerb | Durchgang 1   | Durchgang 2   | Rang          | Durchgang 1  | Durchgang 2  | Rang   |
| ------------- | ---------- | ------------- | ------------- | ------------- | ------------ | ------------ | ------ |
| Jungen        |            |               |               |               |              |              |        |
| André Escobar | Slopestyle | 43,75 Punkte  | 66,75 Punkte  | 8             | 32,75 Punkte | 60,00 Punkte | 9      |